# 华西蟾蜍
华西蟾蜍（学名：Bufo andrewsi）蟾蜍科蟾蜍属的一种，分布于中国西部地区。本种的分类地位存在争议，有时被视为中华蟾蜍（Bufo gargarizans）的同物异名。
本种在2023年被收录入《有重要生态、科学、社会价值的陆生野生动物名录》。